# Világosító Szent Gergely

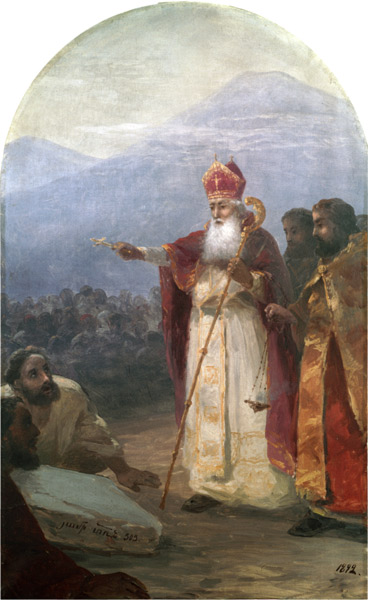
Világosító Szent Gergely egy régi festményen

Világosító vagy Megvilágosító Szent Gergely (örményül: Գրիգոր Լուսաւորիչ [Grigor Luszavorics], ógörögül: Γρηγόριος Φωστήρ/Φωτιστής, [Grégoriosz Phosztér/Photisztész]), (kb. 257 – vsz. 331) Örményország apostola és első püspöke.
Örményországban az ő tevékenységéhez kötik a kereszténység felvételét. Ő volt az, aki 301 körül lerombolta az eddig meglévő istenségek (Ormizd, Anahita, Vahagn) szentélyeit és helyükre keresztény egyházakat alapított.

## Élete
Gergely gazdag és nemes szülők gyermekeként született. Az Agathangelosz-féle térítéstörténet szerint az apostol maga is a pártus eredetű Arsakuni-dinasztia tagja volt. Apja Anak volt, a király testvéröccse, aki a perzsa királyok által felbujtva megölte Khoszroész királyt, ezért a családnak menekülnie kellett. Apját Anakot és udvartartását legyilkolták, a gyermek Gergely ekkor római területre menekült. Fiatalon Kaiszareában tanult. Ez a hely volt, ahol megismerkedett a kereszténységgel; itt szentelték diakónussá, később pedig az örmények püspökévé is.
Visszatérve Örményországba hozzákezdett a keresztény hit terjesztéséhez. Azonban mint a lázadó Anak herceg leszármazottja nemkívánatos személy volt az örmény királyi udvarban. IV. Tiridatész király, II. Khoszroész örmény király fia ráadásul keresztényellenes volt, ehhez hozzájárult még Diocletianus római császárral fenntartott jó kapcsolata is: maga a király Spalatumban, a császári rezidencián nevelkedett. Ezen kívül az örmény király kiadta a császárnak a római birodalomból menekülő keresztényeket, vagy éppen maga végezte ki őket.
Szent Gergelyt elfogták, a király színe elé vezették, ahol hittagadásra (aposztázia) akarták kényszeríteni, de sikertelenül. A király parancsára ezután a mai Hor Virap kolostor közelében egy mély verembe vetették, és súlyos kínzásoknak vetették alá, ahol csúszómászók között és nagy bűzben 14 éven át szenvedett. Eközben titokban egy özvegyasszony táplálta. Szenvedései ellenére is állhatatos maradt keresztény hitében. 

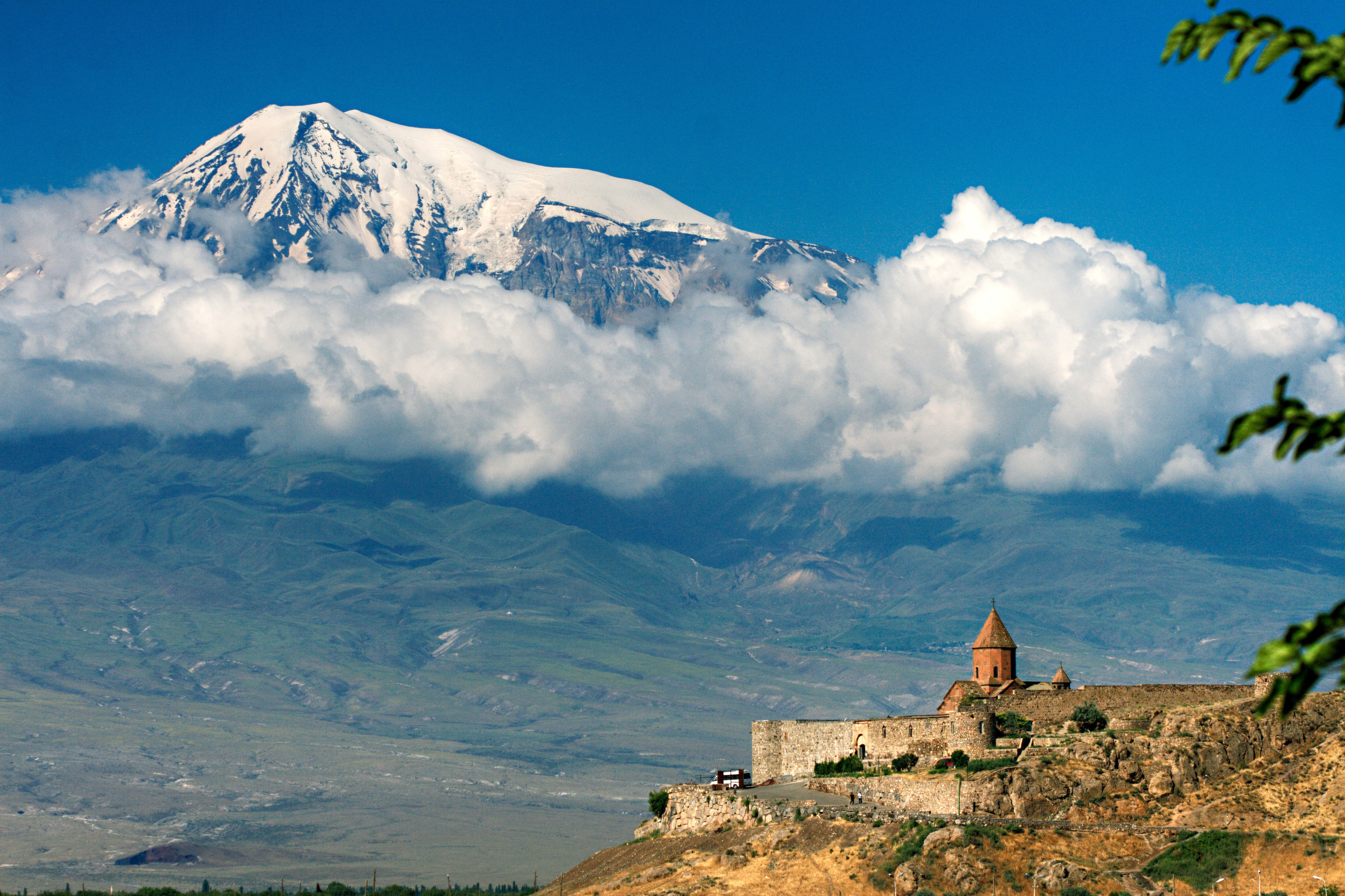
A Hor Virap kolostor az Araráttal a háttérben

Mindeközben Tiridatész király pogány és feslett életet élt. Egy alkalommal vadászatra indult. A vadászat végén, Isten engedelmével különös büntetést szenvedett. Elvesztette értelmét, mint egykor Nabukodonozor babiloni király. Külsejére olyan volt, mint valami vadkané. Betegsége alatt nővére, a titokban keresztény Khoszrovidukth álmában isteni jelenést látott, mely szerint Tiridatészt betegségéből csak a buzgó keresztény Gergely tudja kigyógyítani. Az úrnő parancsára aztán Gergelyt kiengedték börtönéből és a királyi udvarban meggyógyította a királyt és udvartartását is. A király ezután  a kereszténységet tette meg a hivatalos vallássá, elküldte Gergelyt Kaiszareába, Leontiosz püspökhöz, hogy szentelje őt püspökké.
Visszatérése után megkeresztelte Tiridatész királyt az Araksz folyóban udvartartásával együtt, majd lassan az egész népet.
Szent Gergely ezután városról városra járva, papokat szentelt, iskolákat alapított és benne tanítókat; megtéve mindazt, ami az egyház és az ország javára szolgált. Örményország után a környező népeket is a keresztény hitre térítette.
Az apostol egy alkalommal az akkori fővárosban Vagarsapat isteni látomást látott, maga a megváltó jelent meg neki; kijelölve az első örmény kőegyház helyét is. Az írott hagyományok szerint ekkor alapították az vagarsapati székesegyházat, amely azóta mind a mai napig Világosító Szent Gergely utódainak; az örmény egyháznak a székhelye, s egyben a világ örménységének központja.
Szent Gergely térítéseit befejezve elvonult a pusztába, ott Isten előtt kedves lévén, fejezte be földi életét 331-ben.

## Lásd még
- Ortodox szentek listája
- Örmény irodalom